# Poste d'aiguillage tout relais à transit souple
 (mai 2009).
Si vous disposez d'ouvrages ou d'articles de référence ou si vous connaissez des sites web de qualité traitant du thème abordé ici, merci de compléter l'article en donnant les références utiles à sa vérifiabilité et en les liant à la section « Notes et références ».

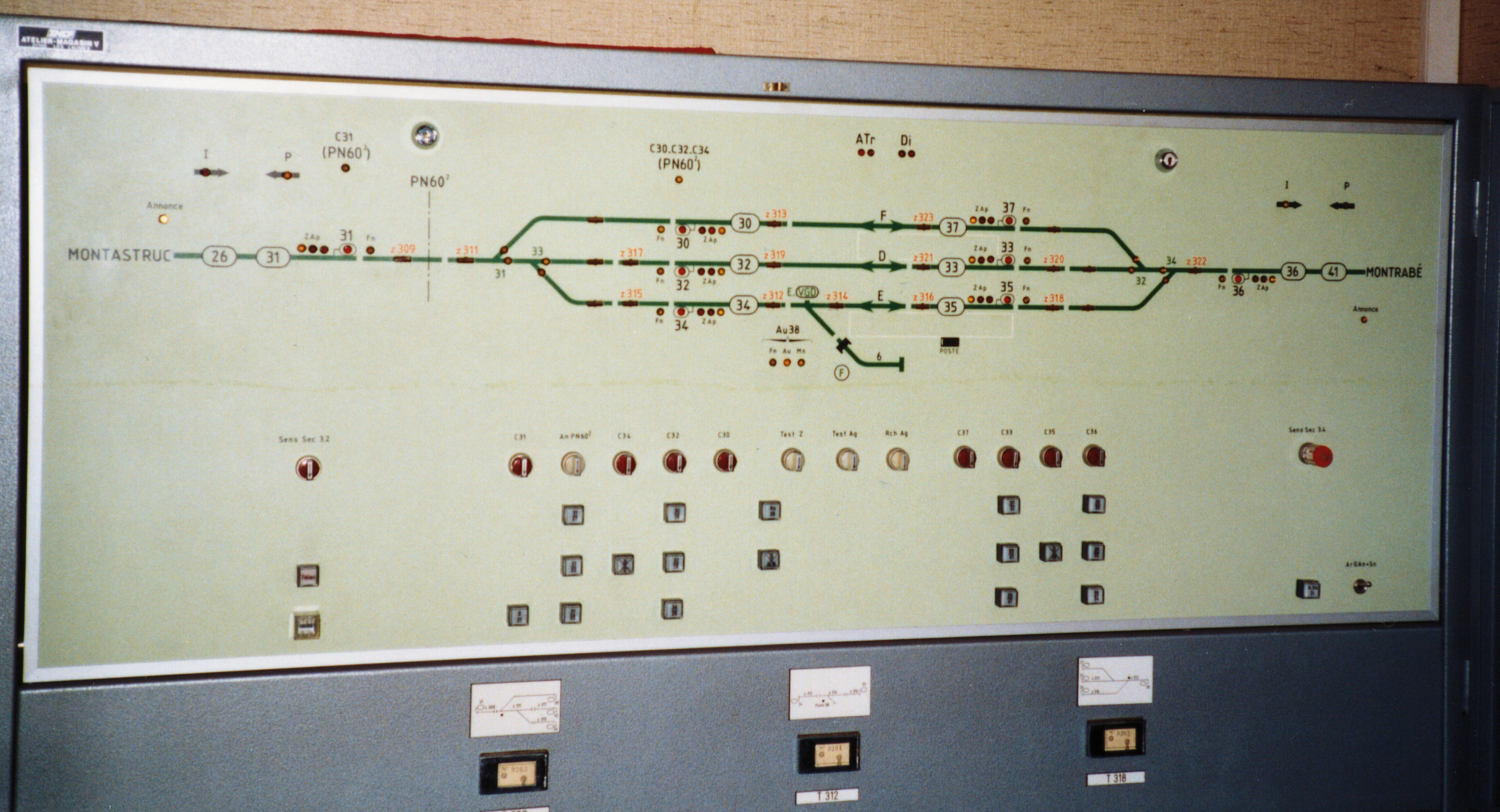
France - Ligne à une voie banalisée de Toulouse à Saint Sulpice (Tarn) - Gragnague - Table de Commande et de Contrôle (TCC) de la commande locale du PRS

Le Poste tout Relais à transit Souple (PRS) est un type de poste d'aiguillage français. Ce type de poste a été le poste de référence pendant près de 35 ans sur le réseau ferroviaire français. Son fonctionnement repose sur une technologie à base de relais essentiellement. Son coût est aujourd'hui supérieur à celui des autres types de postes[réf. souhaitée]  et il ne possède ni la standardisation du Poste d'aiguillage type PRG, ni les fonctionnalités spécifiques des postes informatiques (programmation des circulations, gestion des protections, modularité d’exploitation). 

## Tableau de commande
Avec ce type de poste, les commandes d'un itinéraire ou l'accord d'une autorisation s’effectue par une action sur un bouton poussoir d’itinéraire ou d’autorisation (geste unique). Des commutateurs complètent les commandes d'itinéraires et réalisent d'autres commandes nécessaires à l'exploitation du poste. Ces boutons de commande et commutateurs peuvent être implantés sur le tableau de contrôle optique (TCO), sous les contrôles (on parle alors d'une TCC (Table de Commande et de Contrôle)), ou sur une table de commande spécifique disposée face au TCO.
L'action sur un seul bouton permet de commander la formation et l'établissement d'un itinéraire, et ce quel que soit le nombre d'appareils de voie dont il faut modifier la position pour la création du passage, si toutes les conditions de sécurité du passage sont réalisées. La formation d'un itinéraire est la mise en position convenable des relais de commande des appareils de voie. L'établissement d'un itinéraire correspond à l'immobilisation de ces relais dans cette position convenable et est concrétisée par l'ouverture du signal origine de l'itinéraire dans la mesure où le contrôle dans la position convenable de tous les appareils de voie de l'itinéraire est obtenu.

### Gestion des itinéraires
Il présente également l'avantage de réaliser automatiquement la destruction de l'itinéraire. Cette destruction intervient sans action de l'aiguilleur dès le dégagement de cet itinéraire par la circulation qui devait le franchir : dès que le train a quitté la zone sur lequel il devait passer, le PRS détruit  le passage et le rend à nouveau disponible pour un autre mouvement. 
De plus, ce poste permet aussi à l'aiguilleur de mettre en mémoire un itinéraire incompatible avec un itinéraire déjà établi ; l'itinéraire enregistré en mémoire, celui par défaut, s'établira alors automatiquement dès lors que la destruction automatique de l'itinéraire précédent se sera réalisée après le passage du train. 
Le poste peut aussi comporter certains itinéraires qui peuvent être commandés en tracé permanent par l'aiguilleur ; les itinéraires en question restent alors établis pour un nombre quelconque de circulations jusqu'au changement de situation décidée par l'aiguilleur, comme sur les sections en pleine ligne, où les aiguilles ne servent qu'à des manœuvres occasionnelles.
Le poste PRS apporte à l'exploitation de la zone qu'il gère une souplesse qui marque nettement la différence avec une zone gérée par un poste d'aiguillage à leviers individuels. En effet, sur ces zones, l'aiguilleur est amené à manœuvrer les uns après les autres un nombre important de leviers, tant pour l'établissement des passages que pour leur destruction. 

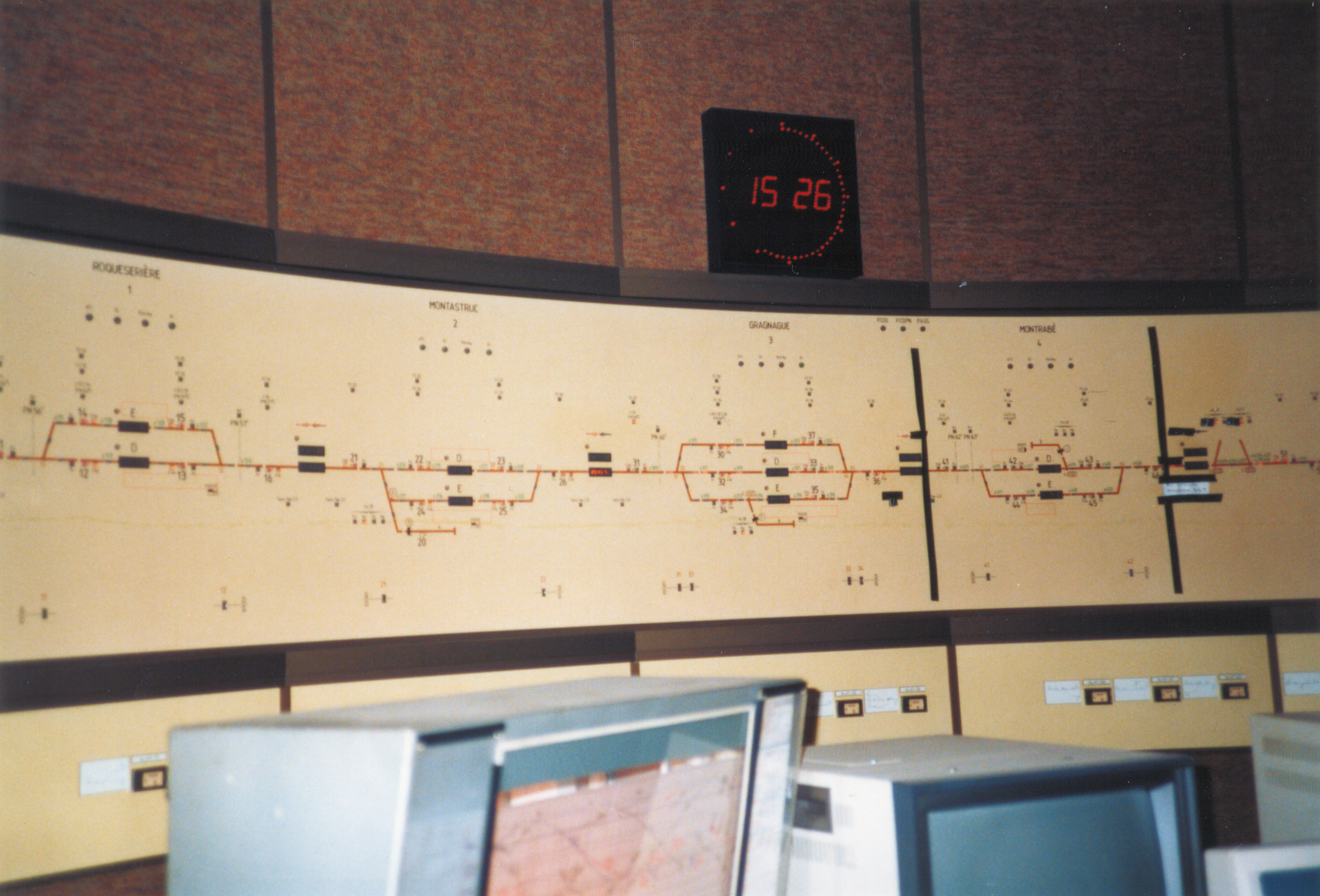
France - Ligne à une voie banalisée de Toulouse à Saint Sulpice (Tarn) - Toulouse - La commande centralisée

### Regroupement d'itinéraires
Les postes PRS présentent, en outre, l'avantage de pouvoir concentrer en un seul point de commande un nombre important d'itinéraires (jusqu'à plusieurs centaines). Ces itinéraires peuvent être ceux d'une même zone dense ou ceux de zones géographiquement très éloignées. Ces PRS sont alors télécommandés. Dans ce cas, selon leur mode de réalisation technique, ils peuvent comporter ou non une commande locale utilisable en cas de dérangement de la télécommande.
Leur câblage, personnalisé au plan de voie de la zone qu'ils contrôlent, fait qu'ils ont un prix de revient jugé trop élevé et fait qu'ils se prêtent difficilement à une évolution du plan de voie. Ils ne sont plus installés. Les derniers sont celui de Longueville sur la ligne de Paris à Mulhouse dans les années 1990 dans le cadre de l'amélioration de la desserte Verneuil-L'Etang-Provins en rames longues ainsi que celui de Émerainville pour une desserte au quart d'heure sur les relations Coulommiers et Provins.
Des PRS existants, comme la table paire de Noisy-Le-Sec (P26-PRSI), dans le cadre du Projet EOLE, ont été modifiés (de manière plus ou moins importante) pour les adapter à de nouvelles conditions d’exploitation, par exemple, par ordre croissant d’importance :
- la télécommande, par un autre PRS (exploitation en mode PRS inchangée) ou un système MISTRAL ;
- la commande informatique au moyen d’un Système Normalisé de Commande Informatique (SNCI), non secouru[précision nécessaire] (exploitation en mode nominal informatique et secours en mode PRS, exemple : Sartrouville) ;
- la commande informatique au moyen d’un SNCI secouru ; il s’agit dans ce cas d’un PRS informatisé (PRSI, exemple : Versailles-Chantiers).

En télécommande, si le module informatique destiné à cette fonction est doublé (avec « réserve chaude »), la commande locale peut être supprimée.[précision nécessaire]